# Humberto Nogueira
Humberto Raúl Ignacio Nogueira Alcalá (Tomé, 1 de agosto de 1951) es un abogado, profesor, jurista y escritor constitucionalista chileno, director del programa de Doctorado en Derecho en la Universidad de Talca, donde fue decano y profesor titular. Presidente de la Asociación Chilena de Derecho Constitucional y miembro asociado de la Academia Internacional de Derecho Comparado de La Haya, también fue abogado integrante de la Corte de Apelaciones de Santiago.

## Estudios y carrera académica

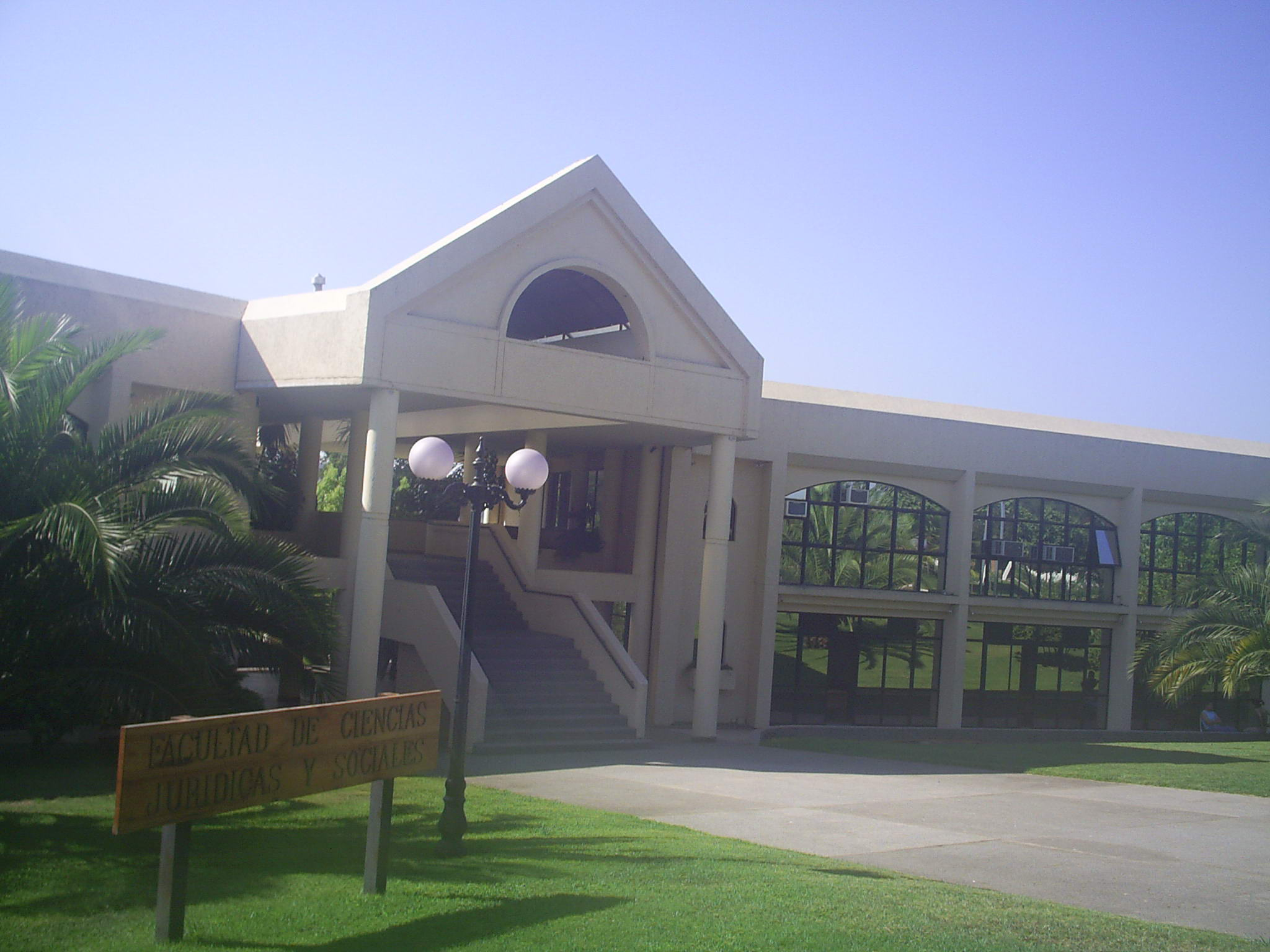
Facultad de Ciencias Jurídicas y Sociales de la Universidad de Talca, lugar donde Nogueira fue decano por ocho años, entre 1996 y 2003.

Estudió Ciencias Jurídicas y Sociales en la Universidad de Chile, donde recibió el título de abogado en junio de 1976. Sus estudios de postgrado los realizó en la Universidad Católica de Lovaina, La Nueva, Bélgica, donde obtuvo su doctorado en Derecho Constitucional en 1983. También es Licenciado en Ciencias del Desarrollo con mención en Ciencia Política, en ILADES, (1978) y Diplomado en Derecho Internacional de los Derechos Humanos (1993) por la Universidad Erasmo de Róterdam (Holanda) y Universidad Diego Portales (Chile).
Ha sido profesor titular de Derecho Constitucional de la Universidad de Valparaíso, Universidad Diego Portales, Universidad Central, Universidad Nacional Andrés Bello y Universidad de Talca. Fue decano de la Facultad de Derecho de la Universidad de Talca entre 1996-2003 y es reconocido como uno de los más importantes constitucionalistas hispanoparlantes. Su literatura jurídica ha traspasado fronteras, siendo invitado a dar cátedras y conferencias a múltiples países de Latinoamérica y España.
Su filosofía tomista inspirada en Jacques Maritain lo ha llevado a participar en comisiones asesoras de la Democracia Cristiana.

## Publicaciones
Las publicaciones de Nogueira son las siguientes:
- El derecho procesal constitucional y la jurisdicción constitucional en Latinoamérica y sus evoluciones. Ed. Librotecnia, 2009. Ed. actualizada en Universidad Externado, en Colombia, (2011).
- Temas de Derecho Procesal Constitucional (reflexiones jurídicas sobre competencias y la nueva LOC del Tribunal Constitucional) (coord. y coautor) Ed. Librotecnia, 2010.
- La interpretación constitucional de los derechos humanos. Ediciones Legales, Lima, (2010).

- El debido proceso en la Constitución y el sistema interamericano (2007).
- Lineamientos de interpretación constitucional y del bloque constitucional de derechos (2006).
- La Constitución reformada de 2005 (2005).
- Las constituciones latinoamericanas: Chile 1818-2004 (2005).
- Jurisdicción constitucional en Chile y América Latina: presente y prospectiva (2005).
- La justicia y los tribunales constitucionales de indoiberoamérica del sur en la alborada del siglo XXI (2004).
- Teoría y dogmática de los derechos fundamentales (2003).
- El derecho a la libertad de opinión e información y sus límites (2002).
- Instituciones Políticas y Teoría Constitucional (2001).
- Acciones constitucionales de amparo y protección: realidad y prospectiva en Chile y América Latina (2000).
- Teoría de los Derechos Fundamentales y de los Derechos Humanos (2000).
- Derecho Constitucional (1999).
- Constitución Política de la República de Chile y tratados internacionales vigentes en materia de derechos humanos (1999).
- Dogmática constitucional (1997).
- Teoría de la Constitución (1994).
- El Gobierno Regional en Chile y la experiencia comparada (1993).
- El gobierno y la administración interior del Estado: región, provincia, comuna (1993).
- Reformas al presidencialismo en América Latina (Presidencialismo versus Parlamentarismo) (1993).
- Regímenes políticos contemporáneos (1993).
- Las fuerzas políticas en los hechos y en el derecho, en colaboración con don Francisco Cumplido Cereceda (1990).
- La Constitución chilena (1990).
- Derechos y deberes electorales (1988).
- Teoría y práctica democrática (1986).
- El Régimen Semipresidencial ¿una nueva forma de gobierno democrático? (1986).
- Más de un centenar de monografías y artículos de Derecho Público concretadas en libros y revistas académicas especializadas de Derecho en Argentina, Bolivia, Brasil, Bélgica, Colombia, Chile, Ecuador, España, Francia, Italia, México, Paraguay, Perú, Uruguay y Venezuela.

## Distinciones
Las distinciones más destacadas de Nogueira son las siguientes:
- Presidente de la Asociación Chilena de Derecho Constitucional.
- Vicepresidente del Instituto Iberoamericano de Derecho Procesal Constitucional.
- Condecoración Francisco de Miranda, otorgada por el gobierno de Venezuela en virtud de los méritos académicos.
- Miembro correspondiente de la Asociación Peruana de Derecho Constitucional.
- Miembro titular no residente de la Asociación Argentina de Derecho Constitucional.
- Miembro correspondiente del Asociación Venezolana de Derecho Constitucional.
- Miembro de honor del Instituto de Estudios Constitucionales Carlos Restrepo Piedrahíta de la Universidad Externado de Colombia.
- Miembro Honorario del Centro de Estudios Constitucionales del Perú, en mérito a la valiosa contribución al Derecho Constitucional.